# Saittajärvi (sjö i Finland, Lappland)
Saittajärvi är en sjö i Finland. Den ligger i kommunen Rovaniemi i landskapet Lappland, i den norra delen av landet, 800 km norr om huvudstaden Helsingfors. Saittajärvi ligger 191,9 meter över havet. Arean är 2,43 kvadratkilometer och strandlinjen är 9,21 kilometer lång. Sjön  ingår i Kemi älvs huvudavrinningsområde.  Den sträcker sig 3,1 kilometer i nord-sydlig riktning, och 1,7 kilometer i öst-västlig riktning.